# Peter Pears
Sir Peter Neville Luard Pears, CBE (Farnham, 22 de junho de 1910 – Aldeburgh, 3 de abril de 1986) foi um tenor inglês e companheiro de toda a vida do compositor Benjamin Britten.

## Vida
Pears frequentou o Lancing College e estudou música no Keble College, em Oxford, e foi organista do Hertford College, mas abandonou os seus estudos sem obter qualquer diploma. Mais tarde voltaria a estudar canto durante dois períodos escolares no Royal College of Music.
Conheceu Britten em 1936, quando cantava no coro BBC Singers. Pears e Britten deram o seu primeiro recital em 1937 no Balliol College, na Universidade de Oxford. Nesse ano viajaram juntos para a América e, depois do seu regresso, apresentaram em conjunto a obra Seven Sonnets of Michelangelo, de Britten, no Wigmore Hall, que posteriormente gravariam para a EMI, o seu primeiro disco em conjunto.
Muitas das obras de Britten foram escritas tendo em mente especificamente a voz de tenor de Pears, que foi uma fonte de inspiração e um catalisador fundamental da criatividade de Britten. Entre as obras escritas para Pears contam-se, o Nocturne, a Serenade for Tenor, Horn and Strings, os Cânticos, às óperas Peter Grimes e Albert Herring (papéis do título), The Beggar's Opera (Macheath), Owen Wingrave (Sir Philip Wingrave), Billy Budd (Captain Vere), The Turn of the Screw (Quint), Death in Venice (Aschenbach) e as três Church Parables.
Pears foi co-libretista da ópera A Midsummer Night's Dream, em que criou um dos seus raros papéis cómicos: como Flute the Bellowsmender representou como drag o papel cómico de Joan Sutherland na cena de loucura de Lucia di Lammermoor.
A sua voz era controversa, com qualidades vocais consideradas pouco usuais, e descrita como "seca" ou "branca". Disse-se, cruelmente, que a sua voz possuía uma nota boa E-natural a third above middle C, e é por isso que a ária fundamental de Peter Grimes, "Now the Great Bear and Pleiades" é escrita sobretudo sobre essa nota. A qualidade sua voz não funcionava bem em gravações, mas não existem dúvidas que ele tinha uma rara capacidade de articulação e de agilidade vocal, que Britten também potenciou. Peter Pears foi considerado pela BBC Music magazine um dos 10 melhores tenores de sempre.
Pears estreou-se na Metropolitan Opera em Outubro de 1974, como Aschenbach em Death in Venice. Cantou regularmente na Royal Opera House e em múltiplas salas de ópera prestigiadas da Europa e dos Estados Unidos da América.
Foi também um celebrado intérprete de lieder de Franz Schubert, tipicamente com Britten a acompanhá-lo ao piano, e teve performances notáveis como Evangelista nas Paixões de Johann Sebastian Bach.
Repousa no cemitério da Igreja de Saint Peter and Saint Paul em Aldeburgh, Suffolk, ao lado de Benjamin Britten.